# 卡洛斯·帕恰梅
卡洛斯·奥斯卡·帕恰梅（Carlos Oscar Pachamé，1944年2月25日—），阿根廷一位已退役足球运动员，退役後出任教练，退役前司職中场。
他曾跟隨拉拉普拉塔大学生於1968年至1970年连续三年奪得南美解放者杯冠軍以及1968年洲际杯冠军。他还曾入選阿根廷國家足球隊。